# Dictator
Dictator – drugi album studyjny amerykańskiej grupy muzycznej Daron Malakian and Scars on Broadway. Wydawnictwo ukazało się 20 lipca 2018 roku nakładem wytwórni muzycznej Scarred For Life.

## Lista utworów
| Nr  | Tytuł utworu       | Długość |
| --- | ------------------ | ------- |
| 1.  | „Lives”            | 4:03    |
| 2.  | „Angry Guru”       | 3:36    |
| 3.  | „Dictator”         | 3:00    |
| 4.  | „Fuck And Kill”    | 3:35    |
| 5.  | „Guns Are Loaded”  | 4:16    |
| 6.  | „Never Forget”     | 3:19    |
| 7.  | „Talkin Shit”      | 4:50    |
| 8.  | „Till The End”     | 4:55    |
| 9.  | „We Won't Obey”    | 3:39    |
| 10. | „Sickening Wars”   | 2:18    |
| 11. | „Gie Mou "My Son"” | 2:55    |
| 12. | „Assimilate”       | 3:38    |
|     |                    | 44:04   |

## Listy sprzedaży
| Lista              | Kraj       | Pozycja |
| ------------------ | ---------- | ------- |
| Ö3 Austria Top 40  | Austria    | 48      |
| Ultratop. Wallonie | Belgia     | 103     |
| Swiss Hitparade    | Szwajcaria | 54      |